# Linnestad
Linnestad is een plaats in de Noorse gemeente Tønsberg in de  provincie Vestfold. Linnestad telt 237 inwoners (2007) en heeft een oppervlakte van 0,24 km². Tot 2020 was Linnestad onderdeel van de gemeente Re.